# Axel Erdmann (konstnär)

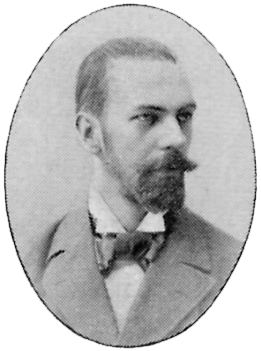
Axel Erdmann

Olof Axel Ferdinand Erdmann född 2 augusti 1873 i Stockholm, död 15 maj 1954, var en svensk målare och folkbildare. Han var son till geologen Edvard Erdmann.

## Biografi
Erdmann studerade vid Konstnärsförbundets första målarskola (aktiv 1890–1896) med Richard Bergh, Per Hasselberg, Anders Zorn och Carl Larsson bland lärarna, senare också i Köpenhamn. Åren 1912–1916 förestod han Göteborgs musei rit- och målarskola, känd som Valands målarskola. På 1920-talet bodde han i Järvsö i Hälsingland. Från denna tid foreligger inredningar och dekorativa arbeten i Järvsö, Klövsjö och Ovansjö socknar samt i svenska sjömanskyrkans lokal i Antwerpen. Någon gång under denna tid förefaller han ha slutat som konstnär och i stället arbetat som resande föreläsare i konst- och hembygdsfrågor.
Då Erdmann var på hemväg från en tre månaders föreläsningsturné 1931, inträffade Ådalshändelserna, där demonstrerande arbetare besköts av svensk militär och fem personer dödades. Detta skakade djupt den idealistiskt och kristet sinnade Erdmann, som beslöt att personligen arbeta för att förbättra levnadsförhållandena för arbetarna i Ådalen och hjälpa till att överbrygga klassmotsättningarna. Erdmann och hans fru flyttade därför till Kramfors och etablerade en studieverksamhet där i samarbete med ABF, IOGT och NTO. Som stöd hade han ”Kommittén för stödjande av Erdmanns verksamhet i Ådalen”. Senare kom verksamheten att bli känd som Studiehemmet i Kramfors och anslöts till hemgårdsrörelsen, som hade Birkagården i Stockholm som sin främsta exponent. På Erdmanns tid, som varade fram till 1940, bestod verksamheten främst av allmänbildande studiecirklar för yngre arbetslösa. Efter det att Erdmann låtit pensionera sig och flyttat tillbaka till Järvsö fortsatte  verksamheten i Kramfors fram till 1972.
Erdmann beskrivs i samband med sin verksamhet i Kramfors som en karismatisk lärare, men det är få spår efter honom från tiden vid Valand. I en framställning av Valands historia omtalas han endast med namn i en översikt över skolans lärare. Detta kan ha att göra med hans egen ställning som konstnär. Han är mest känd för stadsbilder, främst från Stockholm, Göteborg och Uppsala målade med impressionistisk teknik. Stockholms stadshus äger en större serie av hans huvudstadsbilder, bland vilka särskilt märks Norrbro och Norrström (1910), 
Han målade porträtt och genrebilder, och var verksam som tecknare och etsare.
Hans stadsbilder har genom motivvalen haft en omedelbar appell för en borgerlig publik men är konstnärligt mindre betydande än verken till företrädaren Carl Wilhelmson eller efterträdarna, "1909 års män" Birger Simonsson, Carl Ryd och Tor Bjurström. Att Erdmann slutade som konstnär kan tolkas som att han själv insåg detta.
Axel Erdmann är utom på Stockholms stadshus representerad på Nationalmuseum, Göteborgs konstmuseum, Norrköpings konstmuseum samt på museet i Östersund.

## Familj
Axel Erdmann var gift två gånger, först från 1905 med skådespelaren Betty Jansson och från 1912 med pianisten Ragnhild Tönning. Erdmann dog 1954 i Järvsö vid 80 års ålder.

## Axel Erdmanns Valands-elever
Följande personer har kunnat identifieras:
- Hjalmar Eldh (1881–1953), lärare i teckning vid Slöjdföreningens skola, Göteborg
- Sixten Lundbohm (1895–1982), konstnär, Valandselev våren 1914, fortsatte hösten samma år vid Carl Wilhelmsons målarskola i Stockholm.
- Gustaf Tenggren (1896–1970), illustratör, ateljéchef hos Walt Disney på 1930-talet
- Gustaf Thorsander (1878–1931), värmlandskonstnär, handikappad av ledgångsreumatism
- Gunnar Wallin (1896–1975), tecknare och journalist i Göteborgs-Tidningen